# 츠치야 다오
츠치야 타오(土屋 太鳳, 1995년 2월 3일~)는 일본의 여배우이다. 도쿄도 출신. 소니 뮤직 아티스트 소속. 신장은 153cm, 혈액형은 O형이다. 언니는 방송인·치어리더인 츠치야 호노카, 남동생은 성우인 츠치야 신바이다.

## 약력
2005년 카도카와 영화, 소니 뮤직, Yahoo! JAPAN이 합동으로 실시한 〈슈퍼 히로인 오디션 미스 피닉스〉에서 심사위원 특별상을 수상을 계기로 연예계 입문. 이 오디션 수상자 중 최연소이다.
첫 작품은 2007년 12월 1일부터 방송된 캡콤의 게임 소프트 〈WE LOVE GOLF!〉의 TV CM. 2008년에 공개된 《도쿄 소나타》로 영화 데뷔했다. 그 촬영 현장에서 공연자의 카가와 테루유키, 츠다 칸지와 교류하고 그들의 일하는 모습을 목격하면서, 여배우에 대한 결의를 강화하게 된다.
2008년 주니어 패션 잡지 〈Hana*chu →〉(주부와 생활사)의 뉴 페이스 오디션을 거쳐 전속 모델이 되었다. 같은 해 약 500명의 후보자 중에서 극장판 《낚시광 산페이》의 유리페 역에 발탁되며, 주인공 산페이의 소꿉 친구를 연기했다.
2010년에는 연예 활동이 허용되는 고등학교에 입학. 여학교에 재학 중에는 창작 댄스부에 소속되어, 비활동 기간에는 전국 대회에도 출전했다. 같은 해 대하드라마 《료마전》으로 드라마 첫 출연하며, 주인공 사카모토 료마의 누나 사카모토 오토메의 소녀 시절을 연기했다.
2011년 《스즈키 선생님》(TV 도쿄)로 연속 드라마 첫 레귤러 출연. 중요 인물이되는 여학생·오가와 소미 역을 맡아 주목을 받는다.
2012년 10월 당시 소속사였던 ‘웨스트 사이드’의 흡수 합병에 따라 모회사이자 현재의 소속사인 소니 뮤직 아티스트로 이적했다.
2013년 하마마쓰시 덴류구 미사쿠보쵸를 중심으로 한 지역 진흥 프로젝트 영화《끝없는 마을의 미나》에서 마츠시타 칸나 역으로 첫 주연을 맡았다. 동년 3월에는 고등학교를 졸업했다. 졸업 후에는 4월 일본 여자 체육 대학 체육학부 운동 과학과 무용학 전공에 입학했다. 바쁜 연예계 활동으로 출석 일수가 모자라 스트레이트 (4년간)에서 졸업은 이루어지지 않았다. 그 후에도 유급을 거듭했지만, 2021년 3월 15일, 입학으로부터 8년에 걸쳐 졸업에 도달했다.
2014년 NHK 연속 TV 소설《하나코와 앤》의 출연 기간 동안에는 2015년 상반기 방송된 《마레》의 오디션에 참가해 2020명의 응모자 중에서 여주인공으로 선정되었다. 주인공의 캐릭터가 활발한 이미지라는 점에서 역할 연구를 위해 데뷔 이후 트레이드 마크였던 긴 머리를 40cm를 커트했다. 이 작품에서는 오프닝 테마 곡인 〈키소라 ~마레조라~ (希空〜まれぞら〜)〉의 1절 작사를 담당했다. 또한 2절 가사는 일반 공모로 정해졌으며, 츠치야도 심사에 참여했다. 또한, 고등학생 역을 맡았다 기회가 많아 《마레》 이후, 매년 청춘 영화에서 주연을 맡아 왔지만 《봄을 기다리는 우리들》을 마지막으로 청춘 영화를 졸업하는 것을 선언했다.
2017년 처음 양화 더빙이 된 극장 애니메이션 《발레리나 》에서는 주제가 〈Felicies〉의 작사와 가창을 담당했다. 2018년에는 TV 도쿄 계열 드라마 《스즈키 선생님》(2011년)에 출연한 이후 친분이 있는 키타무라 타쿠미와 보컬 유닛 ‘TAOTAK’를 결성. 우카스카지의 노래 〈Anniversary〉〉를 커버하고, 11월 16일에 전달 한정으로 출시했다.
2018년 12월 30일, 제60회 《빛난다! 일본 레코드 대상》에서 이즈미 신이치로 (TBS 아나운서)와 함께 종합 사회를 맡았다. 2019년 1월 19일부터 12월 19일까지 NTV 계열 《구루나이 나인티나인》의 기획 코너 〈음식 치킨 레이스·고치니나리마스!〉에서 제20번째 멤버로 고정 출연했다. 2019년 12월 30일 제61회 《빛난다! 일본 레코드 대상》에서는 2년 연속 종합 사회를 담당했다.

## 인물
- 〈타오 (太鳳)〉라는 이름은 본명이다. 태아의 성별을 알려주지 않는 산부인과에서 태어났기 때문에 이름을 짓는 것에 곤란했던 어머니가 〈갓 태어난 알몸의 아기가 구름에 서당과 같은 낮은 책상에 정좌하고 길쭉한 종이에 붓으로 ‘2월 3일생 여자 타오’〉라고 써있었다는 내용의 예지 꿈을 꾸고 있었던 것에 유래한다. 예정일은 먼저였지만 꿈대로 2월 3일 아침에 갑자기 여아가 탄생했기 때문에 〈여자아이인데 ‘太’ 라는 글자를 이름에 붙이는게 좋을까?〉라고 가족이 ‘太’의 글자를 중국어 사전에 조사한 결과, ‘여성의 존칭에 사용한다’라고 쓰여져 있었기 때문에, 여자에 사용해도 좋을 것 같다라는 결론을 얻는다. 그러나 1995년 당시 ‘凰’ 는 인명용 한자에 지정되지 않았기 때문에,[주 2] ‘수컷의 피닉스’라는 뜻이 되지만 형태와 의미가 비슷한 ‘鳳’ 을 사용해,[주 3] ‘太鳳 = 타오’로 명명되었다.[27] 연예계 진출의 계기가 된 〈미스 피닉스〉 오디션에서는 이름의 연결으로 “나다!”라고 생각이 직관적으로 들어 응모했다고 한다.[28]

- 동경의 인물은 에냐, 나카시마 미카, 시바사키 코우, CHARA,[주 4] 톰 크루즈, 조니 뎁 , 카가와 테루유키, 아오이 유우.[주 5]

- 존경하는 사람은 가족.[주 4] 아버지는 아키타현 출신, 어머니는 히로시마현 출신으로 규슈에서 성장했다. 구마모토현 마시키정, 미야자키현 니치난시에 친척들이 거주하고 있다. 형제는 2세 위의 언니 츠치야 호노카는 2019년 미스 재팬 도쿄 대회 그랑프리[29]·일본 대회 초대 그랑프리.[30] 회사원일 때는 내부 치어리더의 경험도 있다[31])과 2세 아래의 남동생 츠치야 신바는 성우로 활동하고 있다.[32]

- ‘마음의 스승’으로 꼽는 인물은 사토 타케루,[33] 데가와 테츠로, 이모토 아야코, 스즈키 료헤이.[34]

- 좌우명은 〈자신을 믿는다〉, 〈감사〉, 〈밥을 여러 번 씹자〉.[35] TV 도쿄 드라마 《스즈키 선생님》 공식 사이트의 프로필 란에서 〈LAST ONE STANDING〉, 〈감사와 초심을 잊지 않는다〉라고 말하고 있다.[36]

- 개그 콤비 다운타운의 하마다 마사토시의 차남과 같은 사립 유치원, 사립 초등학교 출신으로, 츠치야가 초등학교 4학년 때 《HEY! HEY! HEY! MUSIC CHAMP》을 시청한 다음날의 수업 참관에서 하마다 존재를 알았다고 한다.[37]

- 배우 노무라 유키 (노무라 마사키의 차남)은 3세 때부터의 소꿉 친구이다.[38] 2017년 3월 26일 방송된 《행렬이 생기는 법률 상담소》에서 노무라와의 첫 공동 출연을 완수했다. 《소녀, 하늘을 날다!》에서 함께 출연한 마미야 쇼타로와는 〈츠치야〉, 〈쇼타로〉라고 서로를 부르는 정도의 단짝이라고 화제가 된 적도 있다.[39]

- 2016년 10월 8일 출연한 《올스타 감사제》(TBS)에서 〈아카사카 5쵸메 미니 마라톤〉에 출전해 여자 1위를 획득했다.(종합 8위)[40]

- NHK 연속 TV 소설 《아마짱》의 오디션을 본 적이 있지만 불합격.[41] 《하나코와 앤》의 무렵에는 편의점에서 아르바이트를 하고 있었다.[42]

- 《마레》(2015년의 NHK 연속 TV 소설)의 주인공을 맡은 것을 계기로 2016년 10월에 [[와지마시] 관광 대사 및 센마이다 오너 제도 특별 명예 회원으로 취임했다.

- 블로그를 자주 업데이트하고, 장문을 게재하고 있는 것으로 알려져 있다.[43] 2016년 8월 23일에 업데이트가 중단된 경우에는 그 자체가 뉴스의 일부로 보고되었다.[44] 2016년 12월 16일, 인스타그램을 시작.[45] 블로그와 유사한 장문의 캡션으로 게시물이 많은 편이다. 또한, 친필 글씨는 마치 글꼴처럼 정연하게 쓰인 〈마스메 문자〉라고 불리는 유형으로 알려져 있다.[46]

- 16세 무렵에는 발음 개선을 위해 혀의 일부 절제하는 수술을 한 적이 있다.[47]

### 취미·특기·기호
- 취미는 독서, 영화 감상, 음악 감상, 스포츠.[주 4] 드라마 《스즈키 선생님》 공식 사이트에서 프로필 란에서는 “영화관에 하루종일 있는다”, “하늘의 사진을 찍는다”라고 말하고 있다.[36]

- 특기는 3세 때부터 배우고 계속하고 있는 일본 무용, 발레, 힙합 댄스, 일본 전통 악기 삼선, 시노부에, 작은 북, 육상, 피아노 연주,[48] 집안일 (설거지나 요리, 어린 아이를 돌볼 수 있다.),[주 4] 승마, 스키, 농구.[주 5]

- 좋아하는 영화는 《가위손》, 라스트 사무라이》, 《프루프 오브 와일드니스》, 《키사라기 미키짱》, 《Watch withMe~졸업 사진~》. 드라마 《스즈키 선생님》 공식 사이트에서 프로필 란에서는 《아마데우스》와 《츠루기다케 점의 기록》을 말하고 있다.[주 5]

- 좋아하는 만화·애니메이션은 〈노다메 칸타빌레〉, 〈낚시광 산페이〉, 〈유리가면〉.[35]

- 특수 촬영 작품을 자주 시청하고 있으며, 특히 인상에 남아있는 작품으로 《초광전사 체인저리온》을 꼽고 있다.[49]

- 좋아하는 소설은 마츠자키 히로시의 〈달려라! T교 농구부〉.[35] 드라마 《스즈키 선생님》 공식 사이트의 프로필 란에서는 아카가와 지로의 〈두 사람〉, 아사다 지로의 〈일륜의 유산〉을 꼽고 있다.[36]

- 좋아하는 음식은 고기.[48] 싫어하는 음식은 특별히 없다.[35]

## 출연 작품
역할의 굵은 표시는 주연 작품

### 영화
| 개봉일자                | 제목                                            | 역할                       | 배급사                  | 비고          |
| ----------------------- | ----------------------------------------------- | -------------------------- | ----------------------- | ------------- |
| 2008년 9월 27일         | 도쿄 소나타                                     | 쿠로스 미카                | 픽스                    | 데뷔작        |
| 2009년 3월 20일         | 낚시광 산페이                                   | 타카야마 유리              | 도에이                  |               |
| 2010년 12월 23일        | 울트라맨 제로 THE MOVIE 초결전! 베리얼 은하제국 | 에메라나·루르드·에스메랄다 | 쇼치쿠                  |               |
| 2011년 8월 27일         | 태양의 유산                                     | 스 짱                      | KADOKAWA                |               |
| 2012년                  | 끝없는 마을의 미나                              | 마츠시타 미나              | 소울 보트 제작          |               |
| 2013년 1월 12일         | 극장판 스즈키 선생님                            | 오가와 소미                | 카도카와 쇼텐 / TV 도쿄 |               |
| 2013년 10월 19일        | 아르카나                                        | 마키/나가세 사츠키         | 닛카쓰                  |               |
| 2013년 12월 21일        | 세키 세키 렌 렌                                 | 쥬리                       | 아이에스 필드           |               |
| 2014년 8월 1일·9월 13일 | 바람의 검심 교토 대화재편 / 전설의 최후편       | 마키마치 미사오            | 워너 브라더스 영화      |               |
| 2014년 8월 30일         | 늑대 인간 게임 비스트 사이드                    | 카바야마 유카              | AMG 엔터테인먼트        |               |
| 2015년 10월 10일        | 도서관 전쟁 THE LAST MISSION                    | 나카자와 마리에            | 도호                    |               |
| 2015년 12월 12일        | orange                                          | 타카미야 나호              | 도호                    |               |
| 2016년 8월 20일         | 푸른 하늘 옐                                    | 오노 츠바사                | 도호                    | [ 53 ]        |
| 2016년 10월 22일        | 금메달 남자                                     | 요코이 미도리              | 쇼게이트                | [ 54 ]        |
| 2017년 3월 25일         | P와 JK                                          | 모토야 카코                | 쇼치쿠                  |               |
| 2017년 6월 30일         | 극장판 오빠에게 너무 사랑받아서 곤란해요        | 타치바나 세토카            | 쇼치쿠                  |               |
| 2017년 9월 1일          | 소녀, 하늘을 날다!                              | 토리야마 유키나            | 쇼게이트                |               |
| 2017년 12월 16일        | 8년을 뛰어넘은 신부                             | 나카하라 마이              | 쇼치쿠                  | [ 55 ]        |
| 2018년 4월 27일         | 옆자리 괴물군                                   | 미즈타니 시즈쿠            | 도호                    |               |
| 2018년 9월 7일          | 카사네                                          | 탄자와 니나                | 도호                    |               |
| 2018년 12월 14일        | 봄을 기다리는 우리들                            | 하루노 미즈키              | 워너 브라더스 영화      |               |
| 2019년 2월 1일          | 내부고발자들: 월급쟁이의 전쟁                   | 미사와 나나코              | 도호                    |               |
| 2020년 11월 20일        | 푸드 럭! 먹을 복                                | 시즈카                     | 쇼치쿠                  |               |
| 2021년 2월 5일          | 애수 신데렐라                                   | 후쿠우라 코하루            | 클락 웍스               |               |
| 2021년 4월 23일         | 바람의 검심 최종장: 더 파이널                   | 마키마치 미사오            | 워너 브라더스 영화      | [ 57 ] [ 58 ] |
| 2021년 6월 18일         | 히노마루소울~무대 뒤의 영웅들~                  | 니시카타 사치에 (히로인)   | 도호                    |               |
| 2021년 8월 27일         | 비둘기 격퇴법                                   | 도리카이 나호미 (히로인)   | 쇼치쿠                  |               |
| 2022년 2월 4일 <예정>   | 대괴수의 뒷처리                                 | 아마토 유키노 (히로인)     | 쇼치쿠 / 도에이         | [ 60 ] [ 61 ] |
| 2023년 3월 17일         | 나의 행복한 결혼                                | 사이모리 스미노 (특별출연) | 도호                    |               |

### 텔레비전 드라마
| 방송일자                   | 제목                                                                 | 역할                                  | 방송사           | 비고                                                |
| -------------------------- | -------------------------------------------------------------------- | ------------------------------------- | ---------------- | --------------------------------------------------- |
| 2010년 1월 3일             | 대하드라마 〈료마전〉 제1화                                          | 사카모토 소녀 (소녀 시절)             | NHK              |                                                     |
| 2011년 3월 4일~4월 8일     | 이누카이 씨네 개 제8화~최종화                                        | 하스다 루미                           | AMG 엔터테인먼트 | 히가시메이 넷 6 가맹국·UHF 방송국에서 방송한 드라마 |
| 2011년 8월 13일~9월 23일   | 연속 TV 소설 〈해님〉 제19주~제25주                                  | 기무라 하나 (소녀 시절)               | NHK              |                                                     |
| 2011년 4월 25일~6월 27일   | 스즈키 선생님                                                        | 오가와 소미                           | TV 도쿄          |                                                     |
| 2011년 8월 12일·26일       | 오란고교 호스트부 제4화·제6화                                        | 호샤쿠지 렌게                         | TBS              |                                                     |
| 2012년 1월 2일             | 츄신구라~그 도리 그 사랑                                             | 이사카 야에                           | TV 도쿄          |                                                     |
| 2012년 7월 20일~9월 21일   | 검은 여교사                                                          | 마츠모토 시오리                       | TBS              |                                                     |
| 2012년 9월 5일~12일        | 울트라맨 열전 제62화~제63화                                          | 에메라나·루르드·에스메랄다            | TV 도쿄          |                                                     |
| 2013년 1월 1일             | 스즈키 선생님의 결혼 보고~대망의 휴가도 마음의 땀이 멈추지 않앗!~    | 오가와 소미                           | TV 도쿄          |                                                     |
| 2013년 3월 24일            | 아르카나 쇼트 무비~분신 3D~                                          | 마키/사츠키                           | 스카파!          | 2013년 3월 24일, 2D 버전을 BS 스카파!에서 방송      |
| 2013년 4월 28일~6월 16일   | 한밤중의 베이커리                                                    | 시노자키 노조미 (히로인)              | NHK BS 프리미엄  |                                                     |
| 2013년 7월 12일~9월 27일   | 리미트                                                               | 카미야 치에코                         | TV 도쿄          |                                                     |
| 2014년 3월 4일~4월 22일    | 오늘밤은 마음만 안고                                                 | 마오카 미와                           | NHK BS 프리미엄  |                                                     |
| 2014년 5월 14일~9월 27일   | 연속 TV 소설 〈하나코와 앤〉 제7주 - 최종화                          | 안도 (모리타/마스다) 모모             | NHK              |                                                     |
| 2015년 4월 4일~9월 26일    | 연속 TV 소설 〈마레〉 제1주 (제6화) - 최종화                         | 츠무라 마레                           | NHK              |                                                     |
| 2015년 5월 26일~6월 30일   | 신 울트라맨 열전 제99화~제104화                                      | 에메라나·루르드·에스메랄다            | TV 도쿄          |                                                     |
| 2015년 10월 5일            | 도서관 전쟁 BOOK OF MEMORIES                                         | 나카자와 마리에                       | TBS              |                                                     |
| 2015년 10월 18일~12월 20일 | 변두리 로켓                                                          | 츠쿠다 리나                           | TBS              | [ 62 ]                                              |
| 2016년 1월 4일             | 여성 작가 미스터리즈 아름다운 세 가지 거짓말 제2화 〈염〉            | 카가와 아리사                         | 후지 TV          |                                                     |
| 2016년 3월 27일~5월 1일    | 뻐꾸기 알은 누구의 것인가                                            | 히다 카자미/하타나카 히로에 (1인 2역) | WOWOW            |                                                     |
| 2016년 4월 23일~6월 18일   | 저승사자입니다.                                                      | 아구마 사치 (히로인)                  | NTV              | [ 63 ]                                              |
| 2016년 10월 16일~12월 18일 | IQ246~화려한 사건부~                                                 | 와토 소코 (히로인)                    | TBS              |                                                     |
| 2017년 4월 15일~5월 10일   | 오빠에게 너무 사랑받아서 곤란해요                                    | 타치바나 세토카                       | NTV              |                                                     |
| 2017년 4월 22일            | 드라마 미스터리즈~카리스마 서점원이 뽑은 주옥의 한 권~ 〈상사병〉    | 쿠라모토 아키                         | 후지 TV          | 전 3화 옴니버스 중 1작품                            |
| 2018년 7월 13일~9월 14일   | 치어☆댄스                                                            | 후지타니 와카바                       | TBS              |                                                     |
| 2018년 10월 14일~12월 23일 | 변두리 로켓 2                                                        | 츠쿠다 리나                           | TBS              |                                                     |
| 2019년 1월 2일             | 신춘 드라마 특별편 변두리 로켓                                       | 츠쿠다 리나                           | TBS              |                                                     |
| 2019년 2월 22일            | 약속의 스테이지 ~시간을 달리는 두 사람의 노래~                       | 오자와 츠바사                         | 요미우리 TV·NTV  |                                                     |
| 2019년 3월 28일            | 모래 그릇                                                            | 나루세 리에코                         | 후지 TV          |                                                     |
| 2019년 11월 23일           | W의 비극                                                             | 와츠지 마코                           | NHK BS 프리미엄  |                                                     |
| 2020년 4월 18일~5월 16일   | 연속 드라마 W 〈철의 뼈〉                                            | 노무라 모에                           | WOWOW            |                                                     |
| 2020년 12월 26일           | 4가지 불가사의한 이야기 ~초자연적 미스터리 드라마 SP 〈겨울의 기적〉 | 모치즈키 카나                         | 후지 TV          | 4편의 옴니버스 스페셜 드라마                        |
| 2022년 1월 7일             | 신춘 드라마 스페셜 〈상냥한 음악~티어스 인 헤븐 천국의 너에게〉      | 스즈키 치나미                         | TV 도쿄          |                                                     |

### 무대
| 공연일자                           | 제목                                                                                         | 역할            | 공연장소                                                       | 비고                             |
| ---------------------------------- | -------------------------------------------------------------------------------------------- | --------------- | -------------------------------------------------------------- | -------------------------------- |
| 2018년 1월 7일~28일·2월·3월        | 플루토 PLUTO                                                                                 | 우라늄 / 헬레나 | Bunkamura 극장 코쿤 / 모리노미야 필로티 홀 / 유럽 투어 (2월간) | [ 68 ]                           |
| 2020년 10월·2020년 12월·2021년 1월 | 뮤지컬 〈로마의 휴일〉                                                                       | 앤 공주         | 도쿄·제국 극장 / 나고야·미소노좌/ 후쿠오카·하카타좌            | [ 69 ] [ 70 ]                    |
| 2020년 <개최 시기 미정>            | 인상파 NEO vol.4 〈피노키오의 끝〉                                                           |                 | 도쿄·세타가야 공공 극장                                        | 작·연출: 나츠키 마리 / 공연 중지 |
| 2021년 4월 13일·18일               | 낭독극 〈잊을 수 없는 잊을 수 없는〉 〈불귀의 첫사랑, 에비나 SA〉 〈칼라시니코프 불륜 해협〉 |                 | 도쿄·요미우리 오오테마치 홀                                    | 작·연출: 사카모토 유지           |

### 극장판·TV 애니메이션
| 개봉/방송일자           | 제목                     | 역할                   | 배급사/방송사         | 비고                                               |
| ----------------------- | ------------------------ | ---------------------- | --------------------- | -------------------------------------------------- |
| 2016년 1월 8일~3월 25일 | 나만이 없는 거리         | 후지누마 사토루 (10세) | 후지 TV               | TV 애니메이션                                      |
| 2017년 8월 12일         | 발레리나                 | 펠리시 (엘르 패닝 분)  | 키노 필름 (일본 배급) | 프랑스·캐나다 합작 장편 애니메이션 / 일본어판 더빙 |
| 2021년 10월 29일        | 사랑의 노랫소리를 들려줘 | 시온                   | 쇼치쿠                | 극장판 애니메이션                                  |

### 외화 더빙
| 개봉/방송일자   | 제목   | 역할                             | 배급사/방송사                 | 비고                      |
| --------------- | ------ | -------------------------------- | ----------------------------- | ------------------------- |
| 2019년 3월 22일 | 범블비 | 찰리 왓슨 (헤일리 스타인필드 분) | 파라마운트 픽쳐스 / 도호 도와 | 미국 영화 / 일본어판 더빙 |

### 오리지널 비디오
- 울트라맨 제로 외전 킬러 더 비트 스타 (2011년 11월 25일·12월 22일, 반다이) - 에메라나·루르드·에스메랄다 역

### WEB·전달 드라마
- 아리스 인 보더랜드 (넷플릭스) - 우사키 유즈하 역[주 20][78][79]
  - 시즌 1 (2020년 12월 10일)
  - 시즌 2 (2022년 12월 22일)

## 그 외 활동

### 다큐멘터리
- 와자비토~BRIDGE OF DREAMS~ (2015년 10월 18일~2018년 3월 25일, TBS) - 내레이션[80]
- 더 프리미엄 〈츠치야 타오가 간다! 유럽 스위트 기행 ~파리·알자스·빈~〉 (2016년 2월 13일, NHK BS 프리미엄)[81]
- 리우 & 도쿄 올림픽의 날개들 FLY to 2020 (2016년 2월 21일, TBS) - 내레이션[82]
- 정열대륙 (2016년 3월 6일, MBS·TBS 계열)[83][84]
- 자신의 발으로 정상에~난치병 소년과 츠치야 타오가 도전 스위스 명봉 브라이트 호른에 등산 (2019년 12월 23일, BS닛폰)

### 버라이어티
- 시아와세 뉴스 (NHK 종합)
  - 2015 여름이다! 오봉이다! 축제다! 스페셜! (2015년 8월 14일) - 스튜디오 게스트 (《마레》 여 주인공으로서)
  - 2016 섣달 그믐 날 (2016년 12월 31일) - MC[85]
  - 2017 섣달 그믐 날 (2017년 12월 31일) - MC[86]
- 구루나이 나인티나인 〈음식 치킨 레이스·고치니나리마스!〉 (2019년 1월 17일~19일, NTV) - 레귤러 (제20번째 멤버)[24][25]

### 음악 방송
- NHK 홍백가합전 (NHK 종합)
  - 제65회 (2014년 12월 31일) - 아침 드라마 기획 《하나코와 앤》, 아침 드라마 3 히로인 (《하나코와 앤 》: 요시타카 유리코, 《맛상》: 샬럿 케이트 폭스, 《마레》: 츠치야 타오) 소로이부미 토크.
  - 제66회 심사위원 (2015년 12월 31일)
  - 제67회 (2016년 12월 31일) - 고 히로미 〈말할 수 없어 (言えないよ)〉에서 댄스 퍼포먼스[87]
- SONGS (NHK 종합)
  - 제351회 〈~여름 노래 diary~〉 (2015년 8월 15일) - 내레이션
  - 제420회 〈어머니의 날 SP~엄마에게 보내고 싶은 명곡집〉 (2017년 5월 11일) - 네비게이터
  - 제450회 미우라 다이치 (2018년 2월 1일) - 미우라 다이치와의 대담
  - 제484회 나카지마 미유키 (2019년 1월 2일) - 모모타 카나코 (모모이로 클로버 Z )·요시오카 키요요시오카 키요에 (이키모노가카리)와 대담
- 빛난다! 일본 레코드 대상 (TBS)
  - 제60회 (2018년 12월 30일) - 사회 (아즈미 신이치로와 담당)[23]
  - 제61회 (2019년 12월 30일) - 사회 (아즈미 신이치로와 담당)[26]
- 시부야노트 (NHK 종합)
  - (2020년 11월 8일·15일·12월 6일) - 스페셜 MC[88]
  - (2021년 4월 3일~) - 레귤러 MC (기린·카와시마 아키라와 담당)[89]
- HAPPY 크리스마스 장난감 가게 MISIA (2020년 12월 22일, NTV) - 토크 게스트·라이브 MC[90]

### 라디오
- d 애니메이션 스토어 presents 〈나만이 없는 거리〉 츠치야 타오 × 이토 토모히코 감독 스페셜 WEB 라디오! (2016년 1월 14일~3월 24일, d 애니메이션 스토어
- 츠치야 타오의 올 나이트 닛폰 (2019년 1월 2일 (1일 자정), 닛폰 방송) - 퍼스널리티

### PV
- 코부쿠로
  - 〈hana〉 (2015년 4월 20일)[91]
  - 〈미래 (未来)〉 (2015년 12월 16일)[92]
- GReeeeN 〈꿈 (夢)〉 (2016년 2월 24일)[93]
- 시아 〈Alive〉 (앨범 「This Is Acting」에 수록. 일본판. 2016년 3월 2일 (15초 버전)·6일 (전편) 공개)[94][84]
- 네고토 〈하늘도 날 수 있겠지 (空も飛べるはず) (양 A면 싱글 「하늘도 날 수 있겠지 / ALL RIGHT」에 수록. 2017년 8월 30일)[95]

### 광고(CM)
- 이토엔 〈건강 미네랄 보리차〉 (2005년) - 남동생 츠치야 신바와 공동 출연
- 캡콤 〈WE LOVE GOLF!〉 (2007년 12월~2008년 2월)
- 베네세 코퍼레이션 〈진연 세미나 고교 강좌〉 (2012년 6월~11월)
- SONY 〈WALKMAN F시리즈〉 (2012년 10월~2013년 3월 )
- DMM.com (2013년 1월~)
- Samsung 〈GALAXY S4〉 (2013년 8월~9월)
- 롯데
  - 가나 밀크 초콜릿 (2014년~2018년)
  - 유키미 다이후쿠 (2015년~2020년)
- E·디자인 손해 보험 (2014년~)
- 주식회사 디스코
- 캐리터스 취활 2017 이미지 캐릭터 (2015년)
- 에이블 (2016년~2017년)
- 일본 코카-콜라
  - 소켄비차 (2016년~2019년)
    - 소켄비차 건강 소재의 보리차 (2017년~2019년)
    - 소켄비수 (2018년~2019년)

  - 이로하스 (2021년~)
- JRA 일본중앙경마회 〈HOT HOLIDAYS!〉 (2017년~2018년)
- 세이부 철도
  - 〈치친부이부이치치부〉 시리즈 (2017년)
  - 여행하는 레스토랑 〈52석의 행복〉편 (《8년을 뛰어넘은 신부》 콜라보 버전)
  - 〈가와고에 결연〉편 (2019년 10월~)
- 다이하츠 자동차 〈BOON〉 (2017년 10월~)
- 프리마 햄 〈코쿤 아라비키 포크〉 (2019년 9 월~)
- 소프트뱅크 〈기가 나라 이야기〉 (2019년 1월)
- 타카라스탄 〈Takara loves you.〉 (2019년 10월~)

### 모델·이미지 캐릭터
- 슨다이 예비 학교 이미지 걸 (2011년)
- UNIQLO 〈WAKE UP〉 (2012년)
- 나카가와정 7 상점 〈motta〉 이미지 모델 (2013년)
- 내각부 헤이세이 25년도 자살 예방 주간 포스터 (2013년)[96]
- POKKA SAPPORO FOOD & BEVERAGE 카부노미 (2014년)[97]
- 건설업 노동 재해 방지 협회 노동 위생 주간 포스터 (2014년)[98]
- 〈울트라맨 페스티벌 2017〉 공식 서포터 (2017년)[99]
- 롯데 Fit's 〈2학년 F조 Fit's 조교생 츠치야 타오〉편 (2017년) - 웹 한정 프로모션 무비
- 벤처 뱅크〈 핫 요가 스튜디오 LAVA〉 브랜드 앰버서더 (2018년)[100]
- 아식스 워킹화 〈통근 짐〉 프로젝트 앰배서더 (2019년)[101]

## 음악 작품

### 전달 싱글
- TAOTAK 〈Anniversary〉 (2018년 11월 16일)[22]

## 서적
- 연속 TV 소설 〈마레〉 사진집 (2015년 9월 16일, NHK 출판) ISBN  978-4-14-407212-3

### 사진집
- 꽃봉오리 1 츠치야 타오 (2011년 10월 13일, 매거진 하우스) ISBN 978-4-8387-2349-2
- 포토 북 〈DOCUMENT〉 (2015년 2월 3일, 도쿄 뉴스 통신사) ISBN 978-4-86336-456-1
- 츠치야 타오 2nd 사진집 〈초연。〉 (2017년 12월 15일, 도쿄 뉴스 통신사)[102] ISBN 978-4-86336-714-2

### 잡지
- Hana*chu→ (2008년 3월호~2010년 6월호, 주부와 생활사) - 전속 모델

## 수상 경력
| 연도   | 시상식                             | 부문                   | 작품                                                                       | 출처            |
| ------ | ---------------------------------- | ---------------------- | -------------------------------------------------------------------------- | --------------- |
| 2015년 | 제3회 재팬 액션 어워드             | 베스트 액션 연기상     | 바람의 검심 교토 대화재편 / 전설의 최후편                                  | [ 103 ] [ 104 ] |
| 2015년 | 베스트 스마일 오브 더 이어 2015    | 여자배우 부문          | 빈칸                                                                       | [ 105 ]         |
| 2015년 | 제28회 쇼가쿠칸 DIME 트렌드 대상   | 화제의 인물상          | 빈칸                                                                       | [ 106 ]         |
| 2016년 | 제39회 일본 아카데미상             | 신인 배우상            | orange                                                                     | [ 107 ]         |
| 2016년 | 제22회 보링 매스 미디어 대상       | 유명 인사 부문 선출    | 빈칸                                                                       | [ 108 ]         |
| 2016년 | 제40회 엘란도르상                  | 신인상                 | 빈칸                                                                       | [ 109 ]         |
| 2016년 | BLOG of the year 2015              | 우수상 (오피셜 부문)   | 빈칸                                                                       | [ 110 ] [ 111 ] |
| 2016년 | 제2회 크리스마스 주얼리 프린세스상 | 여자배우 부문          | 빈칸                                                                       | [ 112 ]         |
| 2017년 | 제9회 TAMA 영화상                  | 최우수 신진 배우상     | 소녀, 하늘을 날다!, P와 JK, 오빠에게 너무 사랑받아서 곤란해요, 금메달 남자 | [ 113 ]         |
| 2017년 | 제30회 일본 안경 베스트 드레서상   | 연예계 부문·여성       | 빈칸                                                                       | [ 114 ] [ 115 ] |
| 2017년 | 제15회 파키시오 미각대상           | 20대 부문              | 빈칸                                                                       | [ 116 ]         |
| 2017년 | Pen 크리에이터 어워즈 2017         | 10인의 크리에이터 선출 | 빈칸                                                                       | [ 117 ]         |
| 2018년 | 제41회 일본 아카데미상             | 우수 여우주연상        | 8년을 뛰어넘은 신부                                                        | [ 118 ]         |
| 2019년 | 제7회 우먼 오브 더 이어            | 여자배우 부문          | 빈칸                                                                       | [ 119 ]         |

### 내용주
1. 1 2  츠치야 호노카(土屋 炎伽, 1992년 8월 26일~)는 도쿄도 출신의 방송인, 치어리더이다. 티 스타일 매니지먼트 소속. 2019년 미스 재팬 그랑프리.
2. ↑  2004년에 추가 지정되었다.
3. ↑  일반적으로 피닉스의 수컷이「鳳」, 암컷「凰」이라고 여겨지고 있다.
4. 1 2 3 4  2007년 기점의 공식 프로필으로부터
5. 1 2 3  2008년 기점의 공식 프로필으로부터
6. 1 2 3  개봉일 기준은 일본에서의 개봉일이다.
7. ↑  2012년 11월 18일 하마마쓰 영화제에서 상영. 이후 순차적으로 상영.[50][51][52]
8. ↑  2편이 한 달 간격으로 연속 개봉되었다.
9. ↑  타케우치 료마와 공동 주연
10. ↑  사토 타케루와 공동 주연
11. ↑  스다 마사키와 공동 주연
12. ↑  요시네 쿄코와 공동 주연
13. ↑  NAOTO와 공동 주연
14. ↑  컬쳐 엔터테인먼트 주식회사와 주식회사 츠타야 서점이 주최한 영상 크리에이터 지원 프로그램 「TSUTAYA CREATORS’ PROGRAM」의 2016년 그랑프리 수상 기획의 영화화.[56]
15. ↑  다나카 미사코와 공동 주연
16. ↑  후지 TV 《정말로 있었던 무서운 이야기》 제작진과 JRA 일본중앙경마회가 팀을 이루어 제작된 하룻밤의 스페셜 드라마이다. 4편의 옴니버스 형식으로 구성. 각 편에서 주연을 맡는 것은 JRA 일본중앙경마회의 CM 캐릭터로, 츠치야 타오, 나카가와 타이시, 아오이 와카나, 야기라 유야 (방송 순서). 그리고 마츠자카 토리, 타카하타 미츠키는 6명이 모이는 전 화 장면에 출연하고 있다.[66][67]
17. ↑  아사카 마사토와 더블 캐스트
18. ↑  6월 3일~7일 개최가 예정되어 있었지만, 신종 코로나 바이러스의 확산을 받아 연기가 될 수 있다고, 4월 13일에 발표되었다.[72]
19. ↑  남동생·츠치야 신바와 공동 출연
20. ↑  야마자키 켄토와 공동 주연

### 참조주
1. ↑  “엘리자베스 여왕 배 발표자 츠치야 타오 씨의 코멘트”. 《중앙 경마 경마 실황 web》. 라디오 닛케이. 2018년 11월 11일. 2018년 11월 11일에 확인함.
2. 1 2 3 4  “내년 봄 아침 드라마 주인공 발탁의 미녀·츠치야 타오는? “NHK의 산물”로서의 활약상과 두 기용 이유”. 모델프레스. 2014년 7월 31일. 2014년 7월 31일에 확인함.
3. ↑  “츠치야 타오 「155...」신장을 읽고 미소 솔직히”. 닛칸스포츠. 2018년 8월 18일. 2018년 8월 18일에 확인함.
4. ↑  츠치야 타오 (2007년 12월 7일). “처음의 일에 감사! m(u_u)m”. 《슈퍼 히로인 오디션 미스 피닉스 공식 블로그 「☆히로인 탄생 이야기☆」》. 2014년 8월 4일에 확인함.
5. ↑  “마음의 선생님*:"°”. 《공식 블로그「타오의 Sparkling Day」》. 2011년 5월 26일. 2013년 12월 11일에 확인함.
6. ↑  츠치야 타오 (2010년 5월 8일). “대답합니다☆그의 3”. 「타오의 Sparkling Day」. 2013년 12월 11일에 확인함.
7. ↑  츠치야 타오 (2010년 11월 27일). “진짜 굉장해!!!”. 「타오의 Sparkling Day」. 2013년 12월 11일에 확인함.
8. ↑  츠치야 타오 (2013년 3월 9일). “.。゜+.고등학교  졸업゜+.゜。”. 《츠치야 타오 공식 블로그 「타오의 Sparkling day」》. 2014년 8월 4일에 확인함.
9. ↑  츠치야 타오 (2013년 4월 17일). “근황보고1♪…대학에 입학했습니다!”. 《츠치야 타오 공식 블로그 「타오의 Sparkling day」》. 2014년 8월 4일에 확인함.
10. ↑  “「마레」에 대발탁! 츠치야 타오 아침 드라마 “출세어” 주인공 (3/3 페이지)”. 《SANSPO.COM》 (산케이디지털). 2014년 8월 1일. 2014년 8월 8일에 원본 문서에서 보존된 문서. 2021년 10월 12일에 확인함.
11. ↑  “츠치야 타오 대학의 출석 일수 부족해 졸업은 「시간이 지남 목표」”. 《시네마투데이》 (주식회사 시네마투데이). 2017년 1월 27일. 2017년 1월 27일에 확인함.
12. ↑  츠치야 타오 (2017년 1월 26일). “취재해 주신 기사도 이야기하고 있는 것입니다만, 내가 다니는 대학은 실기의 대학이며, 출석 일수의...”. 《츠치야 타오 공식 블로그 「타오의 Sparkling day」Powered by Ameba》. 사이버 에이전트. 2017년 1월 27일에 확인함.
13. ↑  “츠치야 타오, 25세, 4번 유급으로 「여하튼」...“대학 8년생”으로 졸업할 수 있을지”. 《문춘온라인》. 2021년 1월 4일. 2021년 1월 4일에 원본 문서에서 보존된 문서. 2021년 1월 4일에 확인함.
14. ↑  ““대학8년생”츠치야 타오, 졸업을 보고 “학위기”손에 하카마 모습으로 미소「정말 정말 정말에…」”. 《ORICON NEWS》 (oricon ME). 2021년 3월 15일. 2021년 3월 15일에 확인함.
15. ↑  “히로인은 츠치야 타오 씨! 헤이세이 27년도 전기 연속 TV 소설「마레」”. 《NHK드라마 뉴스》. NHK ONLINE. 2014년 7월 31일. 2021년 1월 23일에 원본 문서에서 보존된 문서. 2014년 7월 31일에 확인함.
16. ↑  “츠치야 타오, 내년 봄 아침 드라마 『마레』히로인 결정 「기회주세요!!」라고 호소”. 《ORICON STYLE》 (오리콘). 2014년 7월 31일. 2014년 7월 31일에 확인함.
17. ↑  “아침 드라마 히로인·츠치야 타오, 역할 연구에 머리 싹둑! 「제대로 수업합니다」”. 《ORICON STYLE》 (오리콘). 2014년 9월 8일. 2014년 11월 2일에 확인함.
18. ↑  “『마레』OP 곡, 2절 가사를 일반 공모 아침 드라마 사상 최초의 시도”. ORICON STYLE. 2015년 5월 1일. 2015년 5월 1일에 확인함.
19. ↑  “츠치야 타오 이것이 집대성 「교복 졸업 작품」”. 《스포니치》 (스포니치 신문사). 2018년 12월 16일. 2019년 3월 17일에 확인함.
20. 1 2  “츠치야 타오 첫 양화 더빙에 도전 「발레리나」”. 《스포츠호치》 (호치신문사). 2017년 5월 30일. 2017년 7월 29일에 원본 문서에서 보존된 문서. 2017년 5월 30일에 확인함.
21. ↑  “츠치야 타오 영화 주제가 & 작사에 첫 도전 「미숙한 사람입니다만 받아주시면」”. 《완고 제이피news》 (완고). 2017년 7월 20일. 2017년 7월 31일에 원본 문서에서 보존된 문서. 2017년 7월 20일에 확인함.
22. 1 2  “츠치야 타오 & 키타무라 타쿠미 음악 유닛 “TAOTAK” 결성 「설마 이런 날이 올 줄은...」”. 《ORICON NEWS》. 오리콘. 2018년 10월 26일. 2018년 11월 1일에 확인함.
23. 1 2  “츠치야 타오 레코드 대상 사회 최초의 대역에 긴장 「얼굴에 땀」”. 《스포츠호치》 (호치신문사). 2018년 11월 27일. 2018년 11월 27일에 확인함.
24. 1 2  “「고치」새로운 멤버  발표의 「구루나이」15·5%! 츠치야 타오 & 「정열」노브가 가입”. 《Sponichi Annex》 (스포니치 신문사). 2019년 1월 18일. 2019년 1월 18일에 확인함.
25. 1 2  “츠치야 타오의 “쿠비” 팬 외로운 「고치」 멤버 집합 샷에 반향”. 《크랭크인!》 (할리우드 채널). 2019년 12월 20일. 2020년 10월 5일에 확인함.
26. 1 2  “츠치야 타오, 2년 연속 TBS 아즈미 아나운서와 레코드 대낭 사회 「지난해  반성에 입각하여 더 멋진 시간을」”. 《스포츠호치》 (호치신문사). 2019년 12월 6일. 2019년 12월 6일에 확인함.
27. ↑  츠치야 타오 (2009년 2월 6일). “정말 감사합니다! (≧∇≦*)”. 《히로인 탄생 이야기☆슈퍼 히로인 오디션 미스 피닉스 공식 블로그》. Yahoo! JAPAN. 2016년 12월 5일에 원본 문서에서 보존된 문서. 2017년 8월 19일에 확인함.
28. ↑  “츠치야 타오, 연예계 진출의 계기는 직관적으로「나다! 라고 생각해」”. 《데일리스포츠online》 (주식회사 데일리스포츠). 2017년 8월 18일. 2017년 8월 19일에 확인함.
29. ↑  “『미스 재팬』도쿄 대표 츠치야 타오의 언니 호노카 씨 큰 꿈은 「3남매로 출연」”. 《ORICON NEWS》 (oricon ME). 2019년 6월 3일. 2019년 6월 3일에 확인함.
30. ↑  “츠치야 타오의 언니 호노카 씨, 『미스 재팬』의 초대 그랑프리”. 《ORICON NEWS》 (oricon ME). 2019년 9월 11일. 2019년 9월 11일에 확인함.
31. ↑  츠치야 타오 (2013년 1월 19일). “새로운 길로!”. 「타오의 Sparkling Day」. 2013년 12월 11일에 확인함.
32. ↑  츠치야 타오 (2011년 4월 5일). “오늘부터 매일!”. 「타오의 Sparkling Day」. 2013년 12월 11일에 확인함.
33. ↑  “10월 20일...떨어져 있으니까.”. 《츠치야 타오 공식 블로그 「타오의 Sparkling day」Powered by Ameba》. 2014년 10월 20일. 2021년 10월 12일에 확인함.
34. ↑  “마음의 스승.”. 《츠치야 타오 공식 블로그 「타오의 Sparkling day」Powered by Ameba》. 2016년 4월 4일. 2021년 10월 12일에 확인함.
35. 1 2 3 4  “츠치야 타오 tao tsuchiya”. 《잡지 츄 공식 사이트》. 2009년 1월 31일에 원본 문서에서 보존된 문서. 2008년 10월 28일에 확인함.
36. 1 2 3  “오가와 소미”. 《연속 드라마 「스즈키 선생님」》. TV 도쿄. 2013년 12월 11일에 확인함.
37. ↑  츠치야 타오 (2011년 10월 27일). “다운타운DX스타!(≧∇≦*)”. 「타오의 Sparkling Day」. 2011년 10월 27일에 확인함.
38. ↑  “츠치야 타오, 그 꽃미남 “2세 배우”와 소꿉 친구였다!”. 《시네마투데이》 (주식회사 시네마투데이). 2016년 10월 11일. 2019년 4월 28일에 확인함.
39. ↑  “츠치야 타오, 청순이나 마성이나...거물 배우가 「활활」이되어 버리는 이유”. 《AERA dot.》 (아사히 신문 출판). 2017년 10월 5일. 2017년 10월 9일에 확인함.
40. ↑  “츠치야 타오 「미니 마라톤」에서 역주! 일어설 수 없을 정도의 노력에 여배우 진 통곡”. 《스포츠호치》 (호치신문사). 2016년 10월 8일. 2016년 10월 12일에 원본 문서에서 보존된 문서. 2016년 10월 9일에 확인함.
41. ↑  “츠치야 타오, 컴플렉스에서 연예계 진출의 과거 고등학교 시절 “연애 금지” 이유는?”. 《모델프레스》 (인터넷 네이티브). 2017년 6월 25일. 2019년 4월 28일에 확인함.
42. ↑  “츠치야 타오 「하나코」시절에 편의점에서 아르바이트...놀라움의 소리”. 《시네마투데이》 (주식회사 시네마투데이). 2018년 2월 28일. 2018년 2월 28일에 확인함.
43. ↑  “츠치야 타오 비틀 비틀...마츠오카 슈조 월드 전개 「블로그가 정말 기네요」”. 《Sponichi Annex》 (스포니치 신문사). 2015년 11월 9일. 2016년 12월 17일에 확인함.
44. ↑  “츠치야 타오 연일 갱신하고 있는 블로그가...「마레」에서 다카하타 유타 등과 공연”. 《스포츠호치》 (호치신문사). 2016년 8월 24일. 2016년 12월 20일에 원본 문서에서 보존된 문서. 2016년 12월 17일에 확인함.
45. ↑  “츠치야 타오가 인스타그램 시작! 팬들은 「업데이트 즐거움」과 환희”. 《크랭크인!》 (할리우드 채널). 2016년 12월 17일. 2016년 12월 17일에 확인함.
46. ↑  린온 (2018년 4월 3일). “츠치야 타오의 독특한 너무 필적 보면 의외로 성격. 마치 글꼴!”. 죠시SPA!. 2018년 4월 3일에 확인함.
47. ↑  “츠치야 타오 AI 여고생 「굉장히 어려웠다」 역할 연구로 온수기의 소리 들었어요”. 데일리스포츠. 2021년 9월 22일. 2021년 9월 22일에 확인함.
48. 1 2  “츠치야 타오가 “너무 사랑하고 있는” 것은 「일과」 뒤 하나 무엇?”. 《주간여성PRIME》 (주부와 생활사). 2017년 6월 29일. 2018년 4월 3일에 확인함.
49. ↑  츠치야 타오 (2015년 8월 1일). “도쿄의 바다.”. 《츠치야 타오 공식 블로그 「타오의 Sparkling day」Powered by Ameba》. 사이버 에이전트. 2018년 4월 3일에 확인함.
50. ↑  “끝없는 마을의 미나”. 2013년 1월 7일에 원본 문서에서 보존된 문서. 2018년 8월 5일에 확인함.
51. ↑  “하마마쓰 영화제 상영 작품 소개⑦”. 《하마마츠 영화제》. 2012년 10월 28일. 2019년 8월 5일에 확인함.
52. ↑  “영화제 오늘의 상영 일정”. 《하마마쓰 영화제》. 2012년 11월 18일. 2019년 8월 5일에 확인함.
53. ↑  “영화 「푸른 하늘 옐」 츠바사 역은 츠치야 타오, 다이스케 역 타케우치 료마! 하야마 쇼노도 출연”. 코믹나탈리. 2016년 1월 11일. 2016년 1월 11일에 확인함.
54. ↑  “오오이즈미 요, 나가사와 마사미, 야마자키 히로나! 우치무라 테루요시 감독작 「금메달 남자」에 호화 캐스트 결집”. 《영화.com》 (주식회사 영화 닷컴). 2016년 1월 31일. 2016년 12월 6일에 확인함.
55. ↑  “사토 타케루 × 츠치야 타오에서 난치병과 싸운 커플의 실화를 영화화 감독은 제제 다카히사”. 《영화나탈리》. 2016년 12월 7일. 2016년 12월 7일에 확인함.
56. ↑  “TSUTAYA CREATORS’ PROGRAM FILM 2016그랑프리 수상 작품 영화 「애수 신데렐라」가 주연 츠치야 타오로 2021년 공개 결정!”. 주식회사 츠타야 서점. 2020년 5월 19일. 2020년 5월 26일에 확인함.
57. ↑  “실사 영화 「바람의 검심」2020년 여름 공개 결정! 에도 막부 말기와 메이지를 그리는 최종장을 2작 연속”. 영화나탈리. 2019년 4월 12일. 2019년 4월 12일에 확인함.
58. ↑  “사토 타케루 주연 영화 「바람의 검심 최종장」 내년 GW 공개 연기”. 《SANSPO.COM》 (산케이디지털). 2020년 5월 27일. 2020년 5월 28일에 확인함.
59. ↑  “영화 「대괴수의 뒷처리」 공개시기에 대한 소식”. 《J Storm OFFICIAL SITE》. 2020년 10월 28일. 2020년 11월 1일에 원본 문서에서 보존된 문서. 2020년 11월 26일에 확인함.
60. ↑  “쇼치쿠 & 도에이 : 최초!  대형 특수 촬영 영화를 공동 제작 야마다 료스케 주연, 츠치야 타오 히로인 괴수의 시체의 “그” 그리는”. 《만탄웹》 (주식회사MANTAN). 2020년 2월 27일. 2020년 2월 27일에 확인함.
61. ↑  “야마다 료스케 주연 영화 『대괴수의 뒷처리』내년 2·4 공개 결정 캐스트도 해금”. 《ORICON NEWS》. oricon ME. 2021년 10월 14일. 2021년 10월 14일에 확인함.
62. ↑  “『변두리 로켓』캐스팅 추가 발표 자이젠 부장 역의 킷카와 코지는 TBS 드라마 첫 출연”. ORICON STYLE. 2015년 9월 17일. 2015년 9월 22일에 확인함.
63. ↑  “다나카 메카 원작의 드라마 「저승사자입니다.」 츠츠미 마도카는 후쿠시 소타, 아구마 사치는 츠치야 타오”. 《코믹 나탈리》. 2016년 2월 18일. 2016년 2월 18일에 확인함.
64. ↑  “츠치야 타오 「4가지의 불가사의한 이야기」주연작으로 야시마 노리토와 첫 공동 출연 「이름을 본 순간 두근 두근」”. 《Real Sound》 (blueprint). 2020년 12월 16일. 2020년 12월 17일에 확인함.
65. ↑  “츠치야 타오 주연 드라마, 12.26 「4가지의 불가사의한 이야기」에서 방송 「따뜻하게 느낄 수 있는 이야기」”. 《크랭크인!》. 2020년 12월 16일. 2020년 12월 17일에 확인함.
66. ↑  ““혼코와”와 마츠자카 토리, 타카하타 미츠키가 “JRA” CM 출연 6명이 팀! 특별 드라마가 방송 결정”. 《더 텔레비전》 (KADOKAWA). 2020년 12월 12일. 2020년 12월 17일에 확인함.
67. ↑  “마츠자카 토리, 타카하타 미츠키가 「JRA」 CM 출연자가 SP 드라마에 집합 「혼코와」 제작진으로 태그”. 《ORICON NEWS》 (oricon ME). 2020년 12월 12일. 2020년 12월 17일에 확인함.
68. ↑  “츠치야 타오 무대 첫 도전! 「플로토 PLUTO」 2018년에 상연 결정”. 《크랭크인!》 (할리우드 채널). 2017년 6월 23일. 2017년 6월 23일에 확인함.
69. ↑  “뮤지컬 「로마의 휴일」 앤 공주 역에 아사카 마나토·츠치야 타오의 W 캐스트에서 2020년  10월 개최”. 《SPICE》 (주식회사 플러스). 2020년 1월 24일. 2020년 2월 11일에 확인함.
70. ↑  “아사카 마사토·츠치야 타오 (W 캐스트) 우아하고 아름다운 앤 공주 분장 비주얼이 해금 뮤지컬『로마의 휴일』”. 《SPICE》 (주식회사 플러스). 2020년 9월 2일. 2020년 9월 3일에 확인함.
71. ↑  “츠치야 타오 「동경과 경외」의 나츠키 마리의 연출 무대에 출연”. 《닛칸스포츠》 (닛칸스포츠 신문사). 2019년 7월 22일. 2019년 8월 5일에 확인함.
72. ↑  “나츠키 마리 「인생 멈출 생각」 츠치야 타오 출연 무대가 연기”. 《닛칸스포츠》 (닛칸스포츠 신문사). 2020년 4월 13일. 2020년 4월 13일에 확인함.
73. ↑  “「사카모토 유지 낭독극 2021」추가 캐스트에 후쿠시 소타 × 코시바 후우카, 나카노 타이가 × 츠치야 타오”. 《스테이지나탈리》 (주식회사나타샤). 2021년 3월 5일. 2021년 3월 5일에 확인함.
74. ↑  “제작부”. TV 애니메이션 「나만이 없는 거리」공식 사이트. 2015년 12월 3일에 확인함.
75. ↑  “츠치야 타오『나만이 없는 거리』애니메이션 성우 첫 도전 미츠시마 신노스케와 “2인1역””. 《ORICON STYLE》 (주식회사oricon ME). 2015년 12월 3일. 2015년 12월 26일에 확인함.
76. ↑  “장편 애니메이션 「사랑의 노랫소리를 들려줘」 올 가을 공개, 츠치야 타오·후쿠하라 하루카·쿠도 아스카 등 출연”. 《스테이지나탈리》 (주식회사나타샤). 2021년 4월 7일. 2021년 4월 7일에 확인함.
77. ↑  “츠치야 타오 & 시손 쥰 「범블비」 더빙에 도전! 감독도 「참여해 주셔서 기쁘다」”. 《시네마 카페》 (이드). 2019년 2월 1일. 2019년 2월 1일에 확인함.
78. ↑  “Netflix실사판 「아리스 인 보더랜드」, W 주연으로 야마자키 켄토·츠치야 타오”. 주식회사나타샤. 2019년 8월 5일. 2019년 8월 5일에 확인함.
79. ↑  “야마자키 켄토 & 츠치야 타오 W 주연 「아리스 인 보더랜드」 Netflix에서 12·10 세계 동시 전달”. 《ORICON NEWS》 (oricon ME). 2020년 9월 22일. 2020년 9월 22일에 확인함.
80. ↑  와자비토~BRIDGE OF DREAMS~ (TBS), 2015년 10월 19일에 확인.
81. ↑  “더 프리미엄”. NHK. 2016년 2월 6일에 원본 문서에서 보존된 문서. 2019년 8월 5일에 확인함.
82. ↑  “츠치야 타오, 첫 도전의 내레이터로 올림픽 목표로 선수에게 성원”. 《스포츠호치》 (주식회사 호치신문사). 2016년 2월 20일. 2016년 2월 21일에 원본 문서에서 보존된 문서. 2016년 2월 20일에 확인함.
83. ↑  “츠치야 타오 (배우) : 정열대륙”. 마이니치 신문. 2016년 3월 6일에 원본 문서에서 보존된 문서. 2016년 3월 1일에 확인함.
84. 1 2  “츠치야 타오 압권 댄스 MV에 반향 속속 요시타카 유리코도 감복「너무 멋져」”. 《ORICON STYLE》 (주식회사oricon ME). 2016년 3월 8일. 2016년 3월 8일에 원본 문서에서 보존된 문서. 2016년 3월 8일에 확인함.
85. ↑  “츠치야 타오, 홍백 이전 방송에서 버라이어티 첫 사회 홍백에 “행복 버튼”을 연결하고」”. 《스포츠호치》 (호치신문사). 2016년 12월 26일. 2016년 12월 26일에 원본 문서에서 보존된 문서. 2016년 12월 26일에 확인함.
86. ↑  “샌드위치맨, 치도리가 각 지역의 「행복 뉴스」를 발표 : 행복 뉴스”. 《텔레비전 도갓찌》 (프리젠트 캐스트). 2017년 12월 29일. 2018년 2월 13일에 확인함.
87. ↑  “츠치야 타오, 댄서에서 「홍백」출연 고 히로미와 콜라보”. 《ORICON STYLE》 (주식회사oricon ME). 2016년 12월 25일. 2016년 12월 25일에 확인함.
88. ↑  “츠치야 타오가 스페셜 MC로! NiziU가 「시부야노트」에서 “줄넘기 댄스”를 피로!”. 《WEB더 텔레비전》 (KADOKAWA). 2020년 11월 7일. 2020년 11월 9일에 확인함.
89. ↑  “기린·카와시마 & 츠치야 타오, NHK 「시부야노오토」 새 MC에”. 《SANSPO.COM》 (산케이디지털). 2021년 3월 5일. 2021년 3월 5일에 확인함.
90. ↑  “MISIA가 TV 음악 프로그램 첫 등장『HAPPY 크리스마스 장난감 가게 MISIA』가 방송”. 《SPICE》 (플러스). 2020년 12월 15일. 2021년 1월 7일에 확인함.
91. ↑  “코부쿠로의 신곡 「hana」PV에 츠치야 타오, 마츠이 아이리, 히로세 스즈가 출연”. 《Musicman-NET》 (에프·비·커뮤니케이션 주식회사). 2015년 4월 20일. 2016년 2월 4일에 원본 문서에서 보존된 문서. 2016년 1월 27일에 확인함.
92. ↑  “코부쿠로, 영화 「orange-오렌지-」의 주제가 「미래」PV 3개 동시 공개”. 《Musicman-NET》 (에프·비·커뮤니케이션 주식회사). 2015년 12월 4일. 2016년 2월 3일에 원본 문서에서 보존된 문서. 2016년 1월 27일에 확인함.
93. ↑  “츠치야 타오 「GReeeeN 역시 뜨겁다!」신곡「꿈」MV 주인공에”. 《MusicVoice》 (주식회사 아이시·아이). 2016년 1월 27일. 2016년 1월 27일에 확인함.
94. ↑  “츠치야 타오, 세계적인 디바 SIA의 MV에서 화려한 댄스 피로”. 《스포츠호치》 (주식회사 호치신문사). 2016년 3월 2일. 2016년 3월 2일에 원본 문서에서 보존된 문서. 2016년 3월 2일에 확인함.
95. ↑  “네고토 MV에서 츠치야 타오가 도쿄의 하늘을 날아”. 《음악나탈리》 (나타샤). 2017년 8월 10일. 2017년 8월 11일에 확인함.
96. ↑  “헤세이 25년도 자살 예방 주간”. 내각부. 2015년 11월 20일에 원본 문서에서 보존된 문서. 2015년 6월 7일에 확인함.
97. ↑  “「카부노미」브랜드 전 상품별 쇄신, 록 밴드 키시단이 노력 중고생을 응원”. 마이 나비 뉴스. 2014년 2월 21일. 2014년 5월 20일에 확인함.
98. ↑  “헤이세이 26년도 전국 노동 위생 주간 실시 요령” (PDF). 건설업  노동 재해 방지 협회. 2014년 8월 1일. 2015년 6월 7일에 확인함.
99. ↑  “츠치야 타오 씨가 「울트라 맨 페스티벌 2017」 공식 서포터로 취임! 올해의 테마는 「부모와 자식의 인연 」!”. 츠부라야 프로. 2017년 5월 15일. 2017년 8월 18일에 원본 문서에서 보존된 문서. 2017년 5월 15일에 확인함.
100. ↑  “츠치야 타오, 오리저널 요가 포즈 선보여!”. 《SANSPO.COM》 (산케이디지털). 2018년 9월 4일. 2018년 9월 4일에 확인함.
101. ↑  “퇴근 운동의 장으로! 츠치야 타오 「가무카미 워킹」에 「달까지 걷고 싶다」”. 《Sponichi Annex》 (스포니치 신문사). 2019년 3월 6일. 2019년 3월 7일에 확인함.
102. ↑  “츠치야 타오, 기념 사진의 지면 컷 공개 어깨 & 아름다움 등을 대담하게 피로”. 《ORICON NEWS》 (oricon ME). 2017년 12월 11일. 2017년 12월 11일에 확인함.
103. ↑  “제3회 재팬 액션 어워드”. 협동 조합 일본 배우 연합회. 2016년 2월 10일에 확인함.
104. ↑  “타케이 에미, 환희!  「바람의 검심」이 「제3회 재팬 액션 어워드」 MVP 작품 결정!”. 《시네마투데이》 (주식회사 시네마투데이). 2015년 3월 20일. 2016년 2월 10일에 확인함.
105. ↑  “츠치야 타오, “미소” 컴플렉스 「망설임이 많았다」”. ORICON STYLE. 2015년 11월 9일. 2015년 11월 9일에 확인함.
106. ↑  “DIME 트렌드 대상 : 2015년은 「인바운드」 외국인 여행객이 경제 효과”. 마이니치 신문. 2015년 11월 11일. 2015년 11월 20일에 원본 문서에서 보존된 문서. 2015년 11월 12일에 확인함.
107. ↑  “일본 아카데미상 : 「바닷마을 diary」가 최다 12개 부문에서 후보 “4자매”도 모두 선출”. 《MANTANWEB》 (마이니치 디지털). 2016년 1월 18일. 2016년 1월 18일에 확인함.
108. ↑  “츠치야 타오, 기합 넣을 때는 「볼링」 「변두리 로켓」에서도 화제에”. ORICON STYLE. 2016년 1월 20일. 2016년 1월 20일에 확인함.
109. ↑  “엘란도르상 역대 수상자 목록”. 일반 사단 법인 일본 영화 텔레비전 프로듀서 협회. 2016년 5월 14일에 원본 문서에서 보존된 문서. 2016년 1월 21일에 확인함.
110. ↑  “Blog of the year 2015”. 주식회사 사이버 에이전트. 2016년 2월 15일에 원본 문서에서 보존된 문서. 2016년 2월 10일에 확인함.
111. ↑  “츠치야 타오, BLOG of the year 우수  수상 기쁨 블로그는 「독자들과 서신」”. 《마이 나비 뉴스》 (주식회사 마이 나비). 2016년 2월 8일. 2016년 2월 10일에 확인함.
112. ↑  “「크리스마스 주얼리상」 츠치야 타오 & 카토판 & 노기자카 46 등 수상”. 《ORICON STYLE》. 2016년 10월 27일. 2016년 10월 27일에 확인함.
113. ↑  “제9회 TAMA 영화제｜제27회 영화제 TAMA CINEMA FORUM”. TAMA 영화 포럼 실행위원회. 2017년 10월 7일에 확인함.
114. ↑  “『일본 안경 베스트 드레서상』츠치야 타오, 타카하시 잇세이, 노기자카 46 등이 수상”. 《ORICON NEWS》 (oricon ME). 2017년 10월 11일. 2017년 10월 12일에 확인함.
115. ↑  “제30회 일본 안경 베스트 드레서상”. 《IOFT- 제30회 국제 안경 전시회 - 아시아 최대 규모의 안경 상담 전시회》. 리드 전시회 재팬. 2017년 9월 25일에 원본 문서에서 보존된 문서. 2017년 10월 12일에 확인함.
116. ↑  “치야 타오 각선미 대상 20대 부문에서 빛난다! 애슬리트 다리를 평가 황송”. 《데일리스포츠 online》 (주식회사 데일리스포츠). 2017년 10월 12일. 2017년 10월 12일에 확인함.
117. ↑  “첫 개최! 「Pen 크리에이터 어워즈 2017」 시상식”. 《DES.ART.》 (주식회사 알트 소포트). 2017년 12월 4일. 2019년 8월 29일에 원본 문서에서 보존된 문서. 2019년 8월 29일에 확인함.
118. ↑  “사토 타케루 & 츠치야 타오 일본 아카데미상 W 수상 「8년을 뛰어넘은 신부」가 4개 부문”. 《모델프레스》 (인터넷 네이티브). 2018년 1월 15일. 2019년 8월 29일에 확인함.
119. ↑  “배우 츠치야 타오 씨가 국내 최고 5억원의 초호화 보석을 착용 등단 - 재팬 보석 박람회 2019”. UBM재팬. 2019년 8월 27일. 2019년 8월 29일에 확인함.